# Zuzara semipunctata
Zuzara semipunctata är en kräftdjursart som beskrevs av Leach 1818. Zuzara semipunctata ingår i släktet Zuzara och familjen klotkräftor. Inga underarter finns listade i Catalogue of Life.